# Gloriette (Eisenstadt)

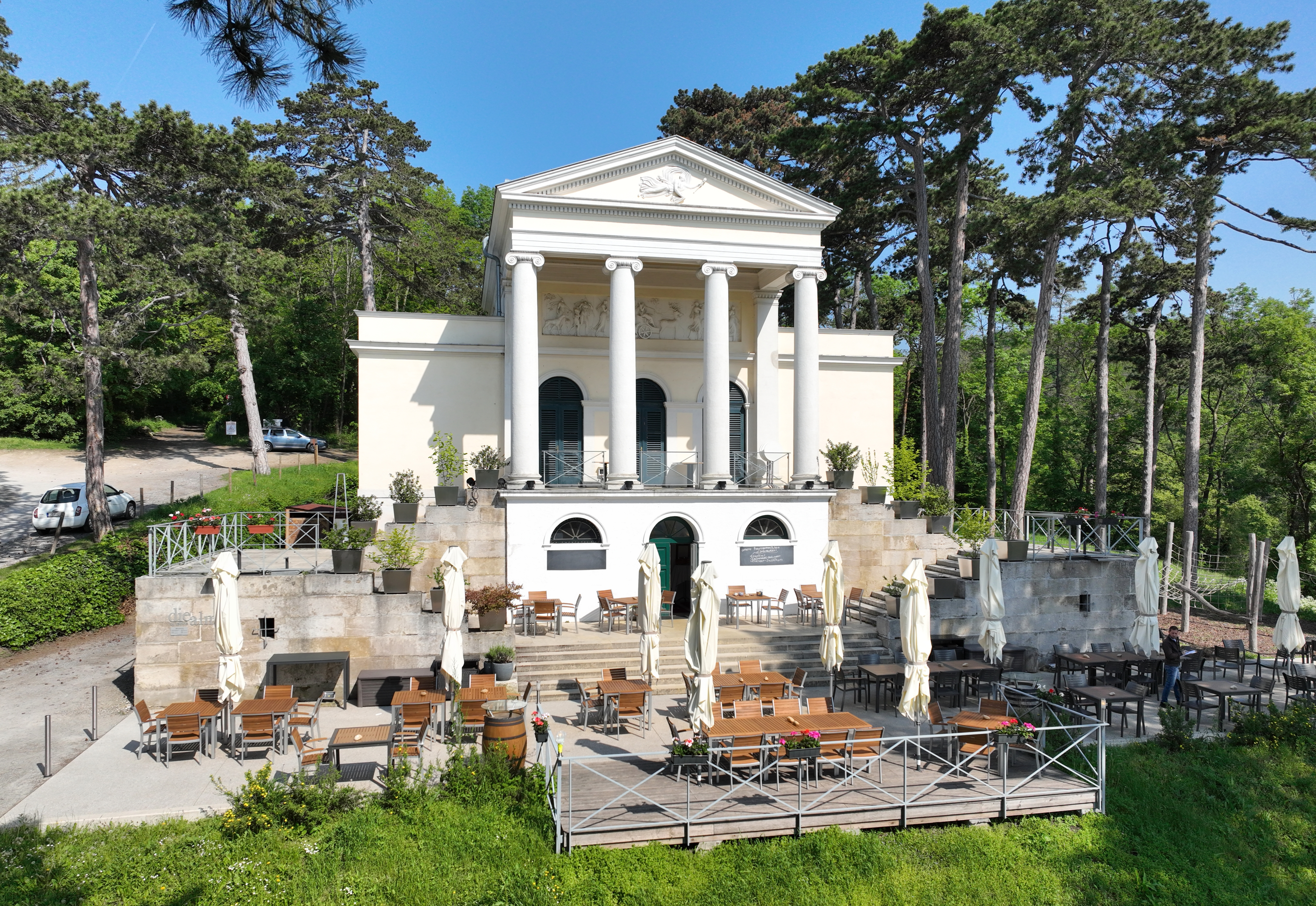
Gloriette in Eisenstadt (2011)

Die Gloriette in der burgenländischen Hauptstadt Eisenstadt ist ein erhöht gelegenes tempelartiges Bauwerk vom Beginn des 19. Jahrhunderts, das als Gaststätte genutzt wird. Die Gloriette steht unter Denkmalschutz.

## Lage und Beschreibung
Die Gloriette liegt am Anstieg zum Leithagebirge, etwa 120 m höher als das Eisenstädter Schloss und einen Kilometer Luftlinie von ihm entfernt am Ende der Glorietteallee.
Der 18 m lange und 9 m breite Mittelbau mit Sockel-, Erd- und Obergeschoß sowie einem flachen Satteldach ist von Nordwesten nach Südosten in Richtung des Stadtschlosses ausgerichtet. Er ist im Erdgeschoß von zwei kurzen Seitenflügeln begleitet. Die Vorderfront ist oberhalb des Sockelgeschoßes einem griechischen Tempel mit vier ionischen Säulen, Architrav und Tympanon nachgestaltet. Über drei Rundbogentüren befindet sich ein Relief. Die Ebenen von Sockel- und Erdgeschoß sind über zwei Freitreppen verbunden. Die vorgelagerte Terrasse ist für gastronomische Zwecke erweitert.

## Geschichte
Fürst Nikolaus II. Esterházy (1765–1833) beauftragte Anfang des 19. Jahrhunderts den französischen Architekten Charles de Moreau (1758–1840), der später auch am Stadtschloss tätig wurde, mit der Errichtung eines Gartenhauses, das nach dem Vornamen der Gattin des Fürsten Marientempel heißen sollte. 1804 begann die Bautätigkeit, und bereits im nächsten Jahr war das Gebäude fertig. Schon während der Bauzeit bürgerte sich wegen der erhöhten Lage der Name Gloriette ein, der sich bis heute gehalten hat. Die Gloriette war der erste Bau außerhalb des Schlossparks, war mit diesem aber über eine Sichtachse verbunden.
Die Gloriette wurde zunächst als Jagdschloss genutzt. Später wurde sie an die Stadt veräußert. Nach erheblichen Beschädigungen im Zweiten Weltkrieg diente sie von Anfang der 1950er Jahre bis in die 1960er Jahre als Jugendherberge. Nach einigen Jahren Leerstand wurde sie ab 1979 zu einem beliebten Treffpunkt für die Bürger von Eisenstadt. Der Jugendtreffpunkt hieß Die Alm. Später wurde das Gebäude auch als Vinothek und Atelier genutzt. Ein verheerender Brand hinterließ 1995 schwere Schäden. 1999 begann die Renovierung, die bis 2004 dauerte. Danach zog ein Restaurant ein. Seit einem Pächterwechsel 2016 führt die Gaststätte den Namen „Die Alm“.